# Bar del Centre
El Bar del Centre és una obra de Juncosa (Garrigues) protegida com a bé cultural d'interès local.

## Descripció
Es tracta d'un edifici amb soterrani i dues plante superiors. Al soterrani hi havia un forn de pa, a peu de carrer, el bar i local social, i a la primera planta, l'habitatge de qui portava el cafè.

## Història
Aquest edifici, construït el 1912, fou seu del Centre Jaumista fundat per Alfons Piñol. Era una associació "tradicionalista" d'origen carlí. Fou el primer centre social i cultural de la localitat. El cafè acollia a tothom, fos o no soci. Hi havia un escenari on s'hi feien representacions teatrals i audicions musicals. La creació d'aquest centre, canvià les costums del poble. Cap els anys 30 del segle XX es construí, a la part del darrere, una sala de ball. Durant la guerra civil (1936- 1939) esdevingué l'únic cafè del poble. El 1933 s'innaugurà el bar del casal i aquest es tancà. El 1955 l'ajuntament adquirí l'edifici als socis.